# Heridas (serie de televisión)
Heridas es una serie española de televisión de drama, basada en la serie turca Madre desarrollada por Berfu Ergenekon, a su vez una versión de la serie japonesa Madre creada por Yuji Sakamoto. Está protagonizada por Adriana Ugarte, Cosette Silgero y María León y fue producida por la productora Buendía Estudios, propiedad de Atresmedia. La serie se proyectó por primera vez en el Festival de Málaga el 20 de marzo de 2022 y se preestrenó en Atresplayer Premium el 17 de abril de 2022, para luego estrenarse en Antena 3 el 13 de abril de 2023.

## Trama
Manuela (Adriana Ugarte) es una joven que vive sola en una cabaña donde estudia los humedales andaluces. A los 28 años, su vida gira en torno a las aves, las que viven allí y las que están de paso como ella. A pocos kilómetros vive Alba (Cosette Silguero), una niña de siete años que nunca tiene quién le haga el desayuno. Su madre, Yolanda (María León), trabaja de noche como pole dancer y duerme de día. El novio de ella, Lucho (Javier Collado), no está por la labor de cuidar a una niña que no es suya. La casa es un desorden de objetos y horarios. Alba, como puede, asiste al colegio, muchas veces sin nada en el estómago. El día en el que Manuela encuentra a la pequeña Alba, comenzarán un viaje que obligará a Manuela a enfrentarse a los demonios de su pasado y a cuestionarse los pilares de su vida.

## Reparto

### Reparto principal
- Adriana Ugarte como Manuela León Escudero
- María León como Yolanda Romero
- Cosette Silguero como Alba Romero / Paloma León
- Javier Collado como Lucho Valdivia
- Xoán Fórneas como Fabio Sierra

con la colaboración especial de
- Elisabet Gelabert como Rocío Durán
- Pau Durà como Jaime León
- Sonia Almarcha como Olga Escudero

### Reparto secundario
- Maggie García como Alejandra
- Natalia Huarte como Maite
- Zack Gómez como Cristian
- Fátima Baeza como Carmen
- Arantxa Zambrano como Susana
- Aníbal Soto como Pepe
- Manuel De La Flor como Abel

## Temporadas y audiencias
| Temporada | Temporada | Emisiones | Estreno             | Final              | Audiencia media | Audiencia media | Audiencia media |
| Temporada | Temporada | Emisiones | Estreno             | Final              | Espectadores    | Share           |                 |
| --------- | --------- | --------- | ------------------- | ------------------ | --------------- | --------------- | --------------- |
|           | 1         | 13        | 13 de abril de 2023 | 6 de julio de 2023 | 1 126 000       | 10,4%           |                 |

## Capítulos
| N.º | Título        | Dirigido por                         | Escrito por | Fecha de estreno en Antena 3 | Fecha de preestreno en Atresplayer Premium | Audiencia en Antena 3 |
| --- | ------------- | ------------------------------------ | --- | ---------------------------- | ------------------------------------------ | --------------------- |
| 1   | «Capítulo 1»  | Norberto López Amado                 | Argumento: Lele Portas y Marco Tulio Socorro Guión: Eduardo Galdo, Virginia Yagüe y Antonio Prieto                      | 13 de abril de 2023          | 17 de abril de 2022                        | 1 492 000 (13,2%)     |
| 2   | «Capítulo 2»  | Norberto López Amado                 | Argumento: Lele Portas y Marco Tulio Socorro Guión: Joana Ortueta, Lele Portas y Marco Tulio Socorro                    | 20 de abril de 2023          | 24 de abril de 2022                        | 1 220 000 (11,3%)     |
| 3   | «Capítulo 3»  | Juanma Pachón                        | Argumento: Lele Portas y Marco Tulio Socorro Guión: Lele Portas, Eduardo Galdo, Virginia Yagüe y Antonio Prieto         | 27 de abril de 2023          | 1 de mayo de 2022                          | 1 122 000 (10,3%)     |
| 4   | «Capítulo 4»  | Juanma Pachón                        | Argumento: Lele Portas y Marco Tulio Socorro Guión: Joana Ortueta, Eduardo Galdo, Marco Tulio Socorro y Lele Portas     | 4 de mayo de 2023            | 8 de mayo de 2022                          | 1 068 000 (9,3%)      |
| 5   | «Capítulo 5»  | Norberto López Amado                 | Argumento: Lele Portas y Marco Tulio Socorro Guión: Humberto Ortega, Natalia García Prieto y Lele Portas                | 11 de mayo de 2023           | 15 de mayo de 2022                         | 1 114 000 (9,9%)      |
| 6   | «Capítulo 6»  | Norberto López Amado                 | Argumento: Lele Portas y Marco Tulio Socorro Guión: Joana Ortueta y Marco Tulio Socorro                                 | 18 de mayo de 2023           | 22 de mayo de 2022                         | 1 093 000 (9,7%)      |
| 7   | «Capítulo 7»  | Juanma Pachón                        | Argumento: Lele Portas y Marco Tulio Socorro Guión: Joana Ortueta                                                       | 25 de mayo de 2023           | 29 de mayo de 2022                         | 1 224 000 (11,0%)     |
| 8   | «Capítulo 8»  | Juanma Pachón                        | Argumento: Lele Portas y Marco Tulio Socorro Guión: Joana Ortueta, Marco Tulio Socorro y Lele Portas                    | 1 de junio de 2023           | 5 de junio de 2022                         | 988 000 (9,3%)        |
| 9   | «Capítulo 9»  | Norberto López Amado                 | Argumento: Lele Portas y Marco Tulio Socorro Guión: Humberto Ortega, Natalia García Prieto y Lele Portas                | 8 de junio de 2023           | 12 de junio de 2022                        | 1 139 000 (10,6%)     |
| 10  | «Capítulo 10» | Norberto López Amado                 | Argumento: Lele Portas y Marco Tulio Socorro Guión: Joana Ortueta, Marco Tulio Socorro y Lele Portas                    | 15 de junio de 2023          | 19 de junio de 2022                        | 996 000 (9,0%)        |
| 11  | «Capítulo 11» | Juanma Pachón                        | Argumento: Lele Portas y Marco Tulio Socorro Guión: Humberto Ortega, Natalia García Prieto y Lele Portas                | 22 de junio de 2023          | 26 de junio de 2022                        | 1 100 000 (10,5%)     |
| 12  | «Capítulo 12» | Juanma Pachón y Norberto López Amado | Argumento: Lele Portas y Marco Tulio Socorro Guión: Joana Ortueta, Marco Tulio Socorro y Lele Portas                    | 29 de junio de 2023          | 3 de julio de 2022                         | 1 042 000 (10,3%)     |
| 13  | «Capítulo 13» | Norberto López Amado                 | Argumento: Lele Portas y Marco Tulio Socorro Guión: Eduardo Galdo, Lele Portas, Humberto Ortega y Natalia García Prieto | 6 de julio de 2023           | 10 de julio de 2022                        | 1 040 000 (11,0%)     |

## Producción
El 25 de enero de 2021, Vertele reportó en exclusiva que Atresmedia estaba buscando adaptar la serie turca Madre (a su vez adaptación de la serie japonesa del mismo nombre) a través de Buendía Estudios para Antena 3 y Atresplayer Premium, en principio con el mismo nombre; para entonces, el proyecto todavía estaba en fase de guion. En mayo de ese año, Adriana Ugarte y María León fueron anunciadas como las protagonistas adultas de la serie. El rodaje comenzó el 22 de junio de 2021, bajo el título de Heridas, y tuvo lugar en localidades como Cádiz, Tarifa, Cabo de Gata, Madrid, Guadalajara y Toledo.
En una entrevista de FormulaTV, Montse García, una de los productores ejecutivos de la serie y la directora de ficción de Atresmedia, confirmó que la serie iba a ser de temporada única.

## Lanzamiento
El 10 de marzo de 2022, Atresmedia Televisión empezó a promocionar la serie sacando sus primeras imágenes, de cara al preestreno en Atresplayer Premium. La serie fue presentada en el Festival de Málaga diez días después, en donde los primeros capítulos se proyectaron por primera vez al público y se anunció que llegaría a Atresplayer Premium en abril de 2022.